# Indien (film, 1993)
Pour les articles homonymes, voir Indien.
Pour plus de détails, voir Fiche technique et Distribution.
Indien est un film autrichien réalisé par Paul Harather (de) sorti en 1993.
Le film est l'adaptation de la pièce de Josef Hader et Alfred Dorfer par les auteurs et le réalisateur.

## Synopsis
Le petit-bourgeois Heinz Bösel et le yuppie ambitieux mais honnête Kurt Fellner, qui parle sans arrêt pour étaler sa culture, vérifient au nom de l'office de tourisme de Basse-Autriche le respect des règles d'hygiène et de la législation commerciale dans les auberges.
Bösel boit bière sur bière, dit juste l'essentiel et paraît calme quand sa nature brute ne prend pas le dessus. Parfois il ferme les yeux sur les infractions des restaurateurs si on le corrompt avec du bon vin et de la nourriture. Au contraire, Fellner met en avant son intellect et tente en toute circonstance de trouver une explication plus ou moins valable. Il torture constamment Bösel avec des questions du jeu Trivial Pursuit.
Un soir, un différend éclate. Au moment de se coucher, Bösel entre fortement alcoolisé dans la chambre de Fellner et se confie au sujet de son mariage raté et de son fils qui n'est pas de lui. Quand Fellner découvre le lendemain que sa petite amie le trompe, il commence à boire.
Ainsi ils se découvrent des points communs et se rapprochent. Lors d'un voyage plutôt morose dans la province, ils apprennent leurs faiblesses et leurs particularités. Lentement une étroite amitié se développe entre les deux inspecteurs. Ils font du zèle contre de la bonne chère. Fellner parvient même à faire aimer à Bösel la musique indienne et lui donne même un exposé sur la réincarnation.
Tout à coup, quelque chose se produit au milieu de nulle part : Fellner ressent une douleur dans l'abdomen. Le voyage s'arrête.
Fellner est hospitalisé, mais le chef de service hospitalier s'apprête à partir en vacances après lui et fait un diagnostic sur le pouce qui ne donne rien de grave. Comme Bösel ne s'entend plus avec sa famille et Fellner semble abandonné par tous, Bösel rend visite à Fellner tous les jours à l'hôpital. Bösel emprunte même une blouse afin d'être présent plus longtemps. Par hasard, Bösel entend dans les toilettes deux médecins qui savent que Fellner souffre d'un cancer du testicule. Bösel est consterné, mais ne dit rien à Fellner. Bientôt Fellner apprend le diagnostic dévastateur. Bösel réussit à faire sortir en douce Fellner pour un dîner. Fellner dit se résigner à son sort. Bösel lui promet d'accomplir ses dernières volontés : il veut jouer une mélodie simple sur un orgue, Bösel lui procure un synthétiseur. Il veut entendre les oiseaux chanter dans la forêt, Bösel amène Fellner dans le parc de l'hôpital. Fellner meurt dans les bras de Bösel.
Bösel décide de rentrer chez lui. Dans le parc de l'hôpital, il voit sur un banc un vendeur de journaux d'origine indienne qui écoute sur un magnétocassette la même musique que Fellner. Bösel vient le rencontrer. Lorsque l'Indien mange une banane en l'épluchant comme le faisait Fellner, Bösel croit à une réincarnation. Enthousiaste, il commence son chemin.

## Fiche technique
- Titre original : Indien
- Réalisation : Paul Harather (de) assisté de Brigitte Hirsch
- Scénario : Josef Hader, Alfred Dorfer, Paul Harather
- Musique : Ulrich Sinn
- Direction artistique : Ernst Wurzer
- Costumes : Heidi Melinc
- Photographie : Hans Selikovsky
- Son : Reinhold Kaiser
- Montage : Andreas Kopriva
- Production : Milan Dor (de), Danny Krausz
- Société de production : Dor Film
- Pays d'origine :  Autriche
- Langue : allemand autrichien
- Format : Couleur - 1,85:1 - Mono - 35 mm
- Genre : Comédie dramatique
- Durée : 90 minutes
- Dates de sortie :
  -  Autriche : 1993.
  -  Allemagne : 26 janvier 1995.

## Distribution
- Josef Hader : Heinz Bösel
- Alfred Dorfer : Kurt Fellner
- Maria Hofstätter : La cuisinière
- Roger Murbach : Le restaurateur
- Karl Markovics : Le restaurateur
- Ursula Rojek : La serveuse
- Wolfgang Böck : Le chef de service hospitalier
- Ranjeet Singh : Le vendeur de journaux